# Kunstherz

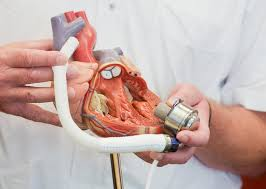
Linksherzunterstützungssystem

Ein Kunstherz oder künstliches Herz (auch Herzunterstützungssystem, ventricular assist device VAD, und Ventrikuläres Unterstützungssystem genannt) kann in den Körper von Patienten mit unheilbaren Herzerkrankungen (z. B. Herzinsuffizienz) eingesetzt werden, wenn das Herz des Patienten nicht mehr in der Lage ist, den Körperkreislauf ausreichend aufrechtzuerhalten. Deswegen spricht man auch vom Kreislaufunterstützungssystem.

## Typen
Es werden mehrere Arten von Kunstherzen unterschieden.

### Unterteilung nach anatomischen Kriterien

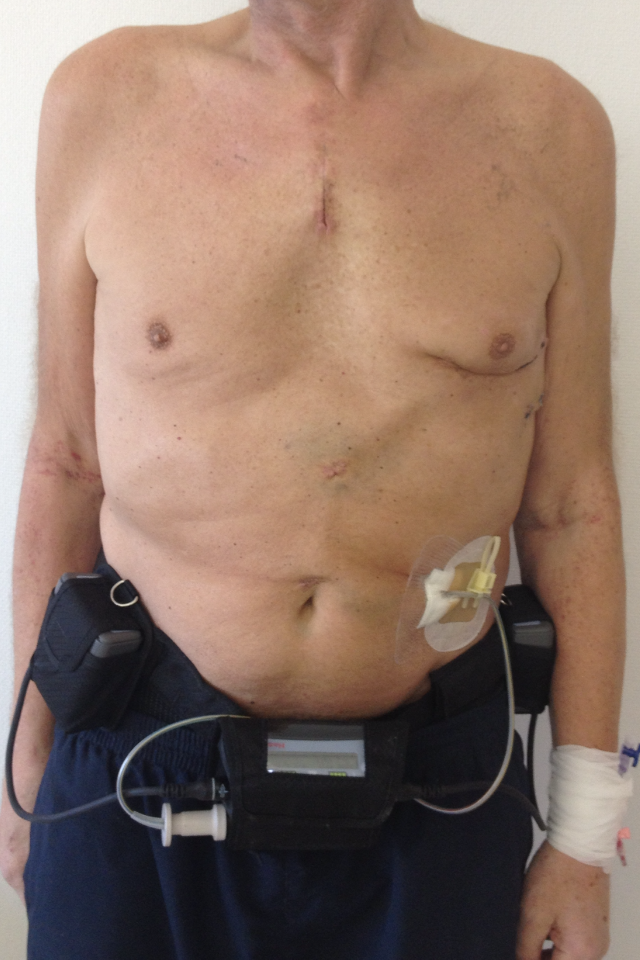
Kunstherzsystem

Linksventrikuläres Unterstützungssystem (LVAD)
Diese Art von Kunstherz wird in die linke Herzkammer eingesetzt und pumpt das Blut von dort in die Aorta. Diese Art der Unterstützung des großen Kreislaufs stellt die häufigste Art von Kunstherzen dar.
Rechtsventrikuläres Unterstützungssystem (RVAD)
Ein RVAD wird in die rechte Herzkammer implantiert und pumpt das Blut in die Pulmonalarterie. Hier wird nur der Lungenkreislauf unterstützt.
Biventrikuläres Unterstützungssystem (BiVAD)
Die zeitgleiche LVAD- und RVAD-Unterstützung der linken und rechten Herzkammer dient bis zur Erreichung des Therapieziels der Unterstützung des gesamten Herzens, wobei das menschliche Herz erhalten bleibt.
Total artificial heart (TAH)
Das totale Kunstherz ersetzt das menschliche Herz vollständig. Bei der Operation wird das Herz des Patienten vollständig explantiert und durch eine mechanische Pumpe ersetzt. Hier werden der kleine und der große Kreislauf übernommen.

### Unterteilung nach Funktionsart
Pulsatile Herzunterstützungssysteme
Bei dieser Art von Kunstherz wird der körpereigene Puls in der Regel durch die Verwendung druckluft-betriebener getakteter (pulsatiler) Blutpumpen simuliert (wie z. B. das Excor, BerlinHeart)
Nicht-pulsatile Herzunterstützungssysteme
Bei dieser Art von Kunstherz wird das Blut in der Regel durch kontinuierlich fördernde Axial- oder Zentrifugalpumpen gefördert (wie z. B. das Heartware-System, Medtronic oder das Heartmate-3, Abbott)

## Operation

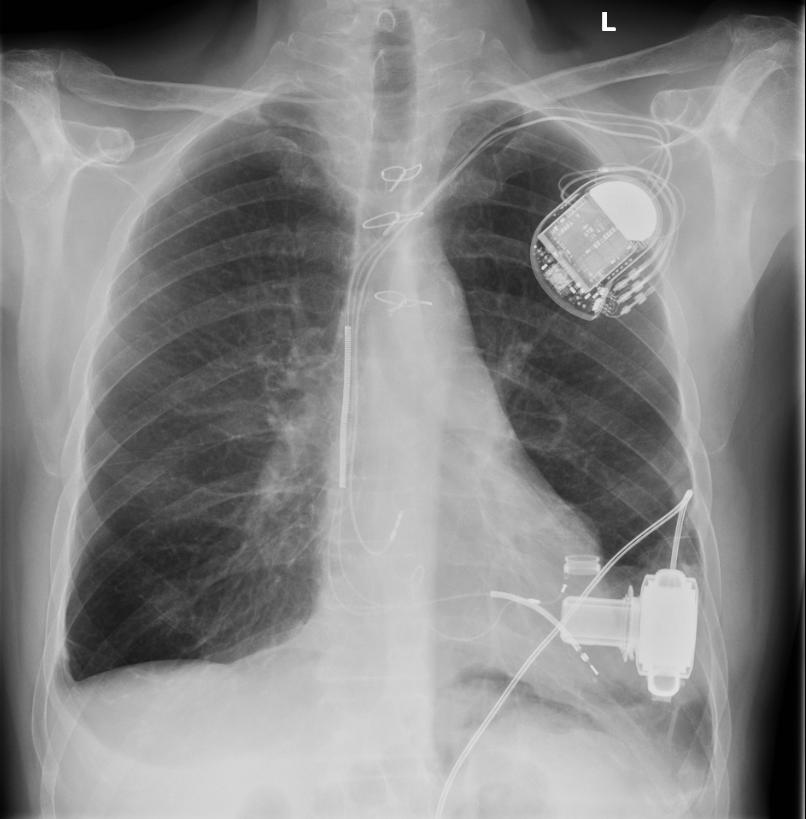
Röntgenbild nach Kunstherzimplantation

Kunstherzimplantationen sind in den letzten Jahren durch viele technische Verbesserungen im Pumpendesign und chirurgische Verbesserungen im Bereich der Implantationstechniken zu einer herzchirurgischen Standardoperation geworden. Während in der Vergangenheit die Operationen große Schnitte und viele Tage auf der Intensivstation bedeuteten, sind heute bereits minimalinvasive Implantationstechniken und kurze Intensivaufenthalte möglich.
Kunstherzen werden von Herzchirurgen eingesetzt. Die Operation wird in Narkose durchgeführt und dauert etwa drei Stunden. In den meisten Fällen wird die Operation an der Herz-Lungen-Maschine durchgeführt.
Standard-Implantationstechnik
Die traditionelle Kunstherzimplantation erfolgt über eine totale, mediane Sternotomie, d. h. über eine vollständige Durchtrennung des Brustbeines. Hiernach folgt der Anschluss des Patienten an die Herz-Lungen-Maschine und die Freipräparation des Herzens. Der Einflusstrakt des Unterstützungssystems wird über einen Haltering am Herzen befestigt und der Ausflusstrakt an die Aorta genäht. Das Batteriekabel wird über mehrere kleine Schnitte aus dem Unterbauch ausgeleitet. Anschließend wird das Kunstherz getestet, die Herz-Lungen-Maschine entwöhnt und am Ende der Operation wird das Brustbein mittels Drähten wieder verschlossen.
Minimal-invasive Implantationen

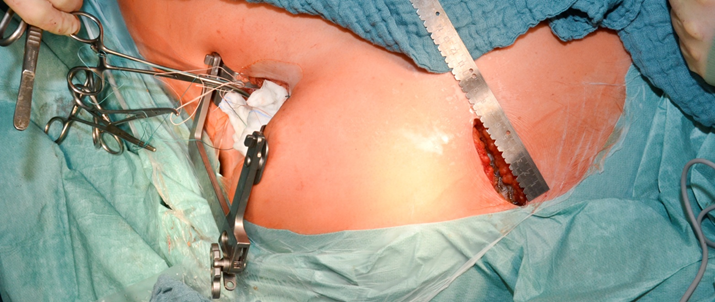
Minimal-invasive LVAD Implantation

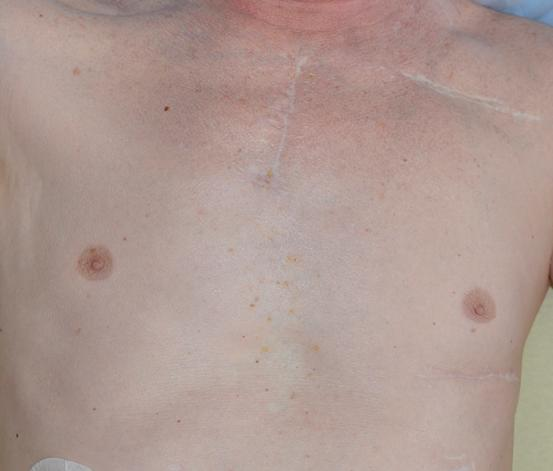
Narbe nach minimalinvasiver Kunstherzimplantation

Neuere Methoden, wie die in Hannover entwickelte „Minimal-invasive-LVAD-Technik“, verzichten weitestgehend auf die totale Öffnung des Brustbeines. Die gängigsten minimalinvasiven Techniken verwenden einen seitlichen Schnitt an der linken Brustwand, über den das Unterstützungssystem in die linke Herzkammer eingesetzt wird. Dieser Zugang wird häufig durch eine partielle Durchtrennung des oberen Drittels des Brustbeines ergänzt. Andere Kombinationsmöglichkeiten sind Schnitte unterhalb des linken oder rechten Schlüsselbeines. Anhand der Schnittführung werden verschiedene Befestigungsstellen für den Ausflusstrakt des Kunstherzens möglich. Die Wahl, an welchem Gefäß der Ausflusstrakt befestigt wird, richtet sich nach der individuellen Anatomie und Krankheitssituation des Patienten.
Die Medizinische Hochschule Hannover hat die minimalinvasive Technik entwickelt, maßgeblich gefördert und weltweit etabliert. Die minimalinvasive Operations-Methode ist deutlich schonender und wird von Patienten insgesamt besser vertragen. Patienten können frühzeitig mobilisiert werden und eher die Intensivstation verlassen. Zudem liegen weitere Vorteile der minimal invasiven VAD Implantation im kosmetischen Bereich. Durch die kleineren Schnitte entsteht weniger Narbengewebe und Wundfläche. Daher reduzieren sich die Risiken für Blutungen und Infektionen. Es kann sogar ohne die Verwendung von Bluttransfusionen operiert werden. Auch im Falle einer Re-Operation, z. B. einer anschließenden Herztransplantation, sind Verwachsungen verringert, wovon die Patienten profitieren.
Andere Zentren, wie das Royal Brompten/Harefield, London, oder auch das DHZC und die Medizinische Universitätsklinik Wien, haben die „Hannover-Technik“ modifiziert und ähnliche Methoden entwickelt, bei der das Brustbein nicht durchtrennt werden muss. Der Eingriff erfolgt dabei durch zwei kleine Einschnitte links und rechts seitlich des Brustbeins. Hierbei handelt es sich jedoch um keinen Standardzugang der Kunstherzchirurgie, da der Ausflussgraft des Kunstherzens nicht an die Aorta, sondern an andere Gefäße wie z. B. die Arteria subclavia unter dem Schlüsselbein angeschlossen wird. Hierdurch entstehen unphysiologische Blutflüsse. Für spezielle anatomische Verhältnisse existieren eine Vielzahl von Varianten der konventionellen sowie minimalinvasiven Implantationstechnik.
Die Entscheidung, ob ein Kunstherz durch eine konventionelle oder die minimalinvasive Technik implantiert wird, ist stark abhängig davon, an welchem Zentrum der Patient angebunden ist, wie erfahren ein Zentrum auf diesem Gebiet ist sowie welches Kunstherzmodell implantiert wird und ob der Patient anatomische Besonderheiten wie z. B. eine verkalkte Aorta vorweist.

## Therapieziele
Es existieren verschiedene Therapieziele für Kunstherzpatienten:
Bridge to transplant
Das Kunstherz wird eingesetzt und der aktuelle Gesundheitszustand des Patienten stabilisiert bzw. verbessert. Sobald ein geeignetes Spenderorgan zur Verfügung steht, wird das Kunstherz wieder explantiert und ein menschliches Herz transplantiert.
Bridge to recovery
In wenigen Fällen kann es nach einer Kunstherzimplantation zu einer Erholung des Herzmuskels kommen, so dass das Kunstherz wieder explantiert werden kann.
Bridge to bridge
Bei der Überbrückung zur Überbrückung ist nicht die Herztransplantation das angestrebte Therapieziel, sondern eine möglichst lange Therapie mittels Herzunterstützungssystem. Hierbei handelt es sich um ältere Patienten, die nicht mehr für eine Herztransplantation in Frage kommen, oder um Patienten, die sich nicht dem Risiko einer Herztransplantation aussetzen wollen. Bei Komplikationen des Unterstützungssystems findet daher eine Auswechslung des geschädigten Geräts statt oder es wird eine neuere, verbesserte Pumpe implantiert.
Destination therapy
Hier wird das Kunstherz als Dauerlösung angesehen. Diese Strategie findet Anwendung bei Patienten, deren Gesundheitszustand eine Herztransplantation nicht zulässt. Des Weiteren entscheiden sich auch viele Kunstherzpatienten für diese Strategie, weil sie mit dem System gut zurechtkommen und die Risiken einer Herztransplantation nicht auf sich nehmen wollen.
Eine Abwandlung dieser Strategie stellt das Bridge to bridge-Verfahren dar. Sollte es zum Kunstherzwechsel nach einigen Therapiejahren kommen, kann bei dieser Strategie ein neues Kunstherzsystem eingebaut werden, das gegenüber dem alten System technische Verbesserungen aufweist.

## Leben mit einem Kunstherzen
Die Kunstherztherapie ist für viele herzinsuffiziente Patienten überlebenswichtig. Durch die Steigerung eines normal Herzzeitvolumens dient sie sowohl dazu, das Leben das Patienten zu verbessern, aber vielmehr noch, die Lebensqualität und die Leistungsfähigkeit der vorher herzinsuffizienten Patienten zu steigern. Das Herzzeitvolumen wird vergrößert, die sekundären Organe, wie z. B. Niere, Leber, Lunge und die Muskeln werden wieder besser mit Blut, und so mit Sauerstoff und Nährstoffen versorgt und sind dadurch wieder leistungsfähiger.
Neben den vielen daraus resultierenden Vorteilen und einer gesteigerten Lebensqualität der Patienten finden sich jedoch auch mögliche Komplikationen dieser Therapie.
- Infektionen der Driveline
 Durch die künstliche Austrittspforte unterhalb des Bauchnabels können bei unsauberer Handhabung und längerem Verlauf ggf. Bakterien in den Körper eintreten. Dies kann in der Folge zu Infektionen führen. Um diesen Nachteil zu vermeiden, wurden Methoden entwickelt, um die Energie und die Steuersignale drahtlos mit Hilfe der elektromagnetischen Induktion durch die Haut hindurch zu übertragen.
- Notwendigkeit von Antikoagulation
 Durch die Scherkräfte im Kunstherzen kann es zu Thrombenbildung im Blut kommen. Um das Risiko von Schlaganfällen und Embolien zu verringern, ist während der Unterstützungszeit zwingend eine Antikoagulation notwendig. Die Therapie der Wahl sind Vitamin-K-Antagonisten. Zusätzlich erfordern viele Kunstherzen eine doppelte Antikoagulation durch einen zusätzlichen Thrombozytenaggregationshemmer.

Um Komplikationen zu vermeiden, ist eine gute Zusammenarbeit zwischen den Patienten und den behandelnden Kliniken wichtig. Größere und erfahrene Herzzentren (wie z. B. die Medizinische Hochschule Hannover oder das DHZC) haben eigens dafür spezialisierte Ärzte und Fachkrankenpflegende (sog. VAD-Koordinatoren), um die Versorgung der Patienten und Patientinnen auf höchstem Niveau zu gewährleisten.
In den letzten Jahren haben sich zudem auch Patienten zu Selbsthilfegruppen zusammengetan. Ein Beispiel ist hier der gemeinnützige Verein „Pulslos Leben e. V.“, bei dem sich Patienten vor und/oder nach der Operation über das Leben mit einem solchen Herzunterstützungssystem informieren, weiterbilden und gegenseitig helfen können.

## Geschichtliche Aspekte

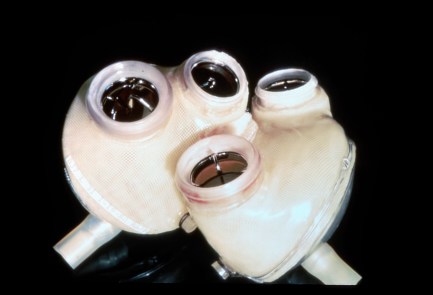
JARVIK-7, künstliches Herz

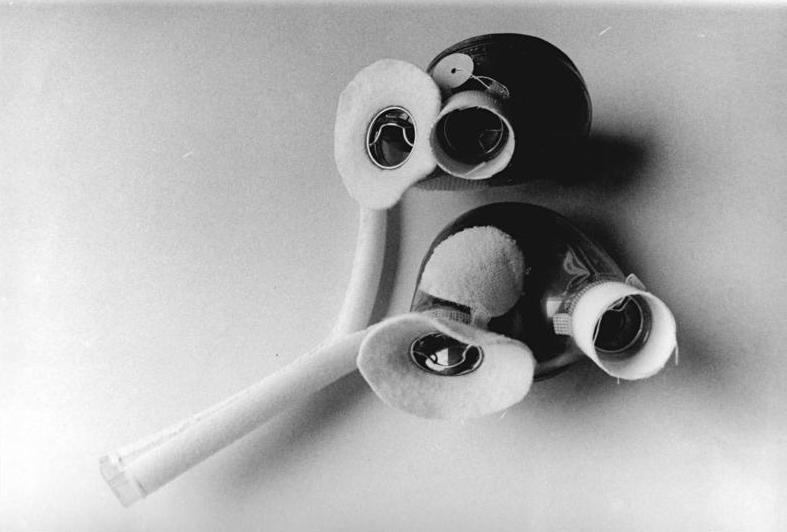
Forschungsprojekt „Künstliches Herz“ der Wilhelm-Pieck-Universität, Rostock (1988)

Die erste Kunstherz-Implantation wurde am 4. April 1969 am Texas Heart Institute in Houston, USA durch Denton A. Cooley vorgenommen. Der 47-jährige Patient Haskell Karp erhielt ein von Domingo Liotta entwickeltes Kunstherz, das nach 65 Stunden durch ein natürliches Herz ersetzt wurde. Kurz nach der Herztransplantation starb Karp.
Als erstes dauerhaftes Herzimplantat gilt das Jarvik-7 von Robert Jarvik, das am 1. Dezember 1982 in der Universitätsklinik von Utah (University of Utah) in Salt Lake City Barney Clark (21. Januar 1921 bis 23. März 1983) in einer siebenstündigen Operation eingesetzt wurde. Die Operation führte William DeVries aus. Clark überlebte 112 Tage und erlitt mehrere Thrombosen, bevor er starb. Am 25. November 1984 wurde dem US-Amerikaner William J. Schroeder ein Kunstherz ebenfalls vom Typ Jarvik-7 implantiert, mit dem er 620 Tage überlebte und am 6. August 1986 an einem Schlaganfall starb. In Deutschland wurde dieses Herzimplantat bei über 70 Patienten als Überbrückung bis zur Transplantation eingesetzt.
In Berlin forschte der deutsche Wissenschaftler und Herzchirurg Emil Bücherl seit den 1960er Jahren an der Herstellung von Kunstherzen. In mehreren Tierversuchen konnte die Überlebensdauer gesteigert werden. So überlebte 1981 ein Kalb nach einer Kunstherzeinpflanzung 268 Tage und eine Ziege im Jahre 1984 rund 345 Tage. 1979 wurde das als Berliner Kunstherz in Deutschland bekannt gewordene Organ einem Menschen implantiert und diente kurzfristig zur Unterstützung dessen Blutkreislaufes. Der Ingenieur Klaus Affeld (der 1935 in Berlin geborene Vater von Paul Affeld), der am Berliner Klinikum Westend eine Arbeitsgruppe zur Entwicklung eines künstlichen Herzens leitete, hatte ab 1966 die technische Leitung bei der Entwicklung des künstlichen Herzens an der FU Berlin.
Im Oktober 1990 wurde am Deutschen Herzzentrum Berlin (DHZB) bei einem Kind die Wartezeit auf ein Transplantat erstmals erfolgreich mit einem Kunstherzen überbrückt.
Nach 160 Tagen Entlastung durch ein Kunstherz erholte sich das natürliche, bislang schwerkranke Herz eines 38-jährigen Thüringers so gut, dass das Kunstherz am 10. April 1994 im Deutschen Herzzentrum Berlin explantiert werden konnte und dem Patienten eine Transplantation somit erspart blieb. Dies war weltweit der erste Fall.
Seither konnten am DHZB über 100 Kunstherzen wieder explantiert werden, weil sich der Herzmuskel der Patienten während der Unterstützung wieder erholt hatte.
Die Klinik verfügt über ein spezielles Programm zur Erholung des Myokards von Kunstherzpatienten. Um die Herzmuskel bei der Explantation des VAD nicht zu sehr zu schädigen, wurde am DHZB auch ein spezielles Verschlusssystem entwickelt, das für jeden Patienten individuell angefertigt wird.
Am 13. November 1998 wurde am Deutschen Herzzentrum Berlin zum ersten Mal ein nicht-pulsatiles axiales VAD-System, damals noch mit überschaubarem Erfolg, eingesetzt. Dieses System ist mittlerweile vom Markt genommen und nicht mehr verfügbar.
Heutzutage können Kunstherzpatienten mehr als 10 Jahre mittels des Herzunterstützungssystems versorgt werden. Die derzeitigen Europarekordler wurden an der Medizinischen Hochschule Hannover implantiert.
Am 18. Dezember 2013 implantierte im Pariser Georges-Pompidou-Spital ein Operationsteam unter Christian Latrémouille ein vollständiges Kunstherz (TAH) mit biosynthetischer Haut. Diese hat den Vorteil, dass das Risiko einer Abstoßung minimiert wird. Das Kunstherz ist eine Bioprothese und kann somit das biologische Herz ersetzen. Es ist etwa zwei Fäuste groß; eine kleinere Version befindet sich in der Entwicklung. Laut Entwickler Alain Carpentier soll damit eine Transplantation eines biologischen Herzens fünf Jahre überbrückt werden, dank eingebauter Batterie und Sensoren. Der Patient verstarb nach 75 Tagen.
Das weltweit am häufigsten eingesetzte Herzunterstützungssystem ist das Heartmate-3 (HM-3, Abbott). Hierbei handelt es sich um ein vollständig magnetisch gelagertes LVAD. Die weltweit erste Transplantation wurde am 25. Juni 2014 an der Medizinischen Hochschule Hannover von Prof. Schmitto und seinem Team durchgeführt. Der damals 56-jährige Patient konnte 10 Jahre später, am 25. Juni 2024 sein erfolgreiches 10-Jahres-Kunstherz-Jubiläum feiern.